# Río Térraba
Der Río Térraba (spanisch: Río Grande de Térraba) ist der größte Fluss Costa Ricas. Er durchfließt den Süden des Landes und mündet in den Pazifik.

## Einzugsgebiet
Das Einzugsgebiet des Río Térraba umfasst ca. 5085 km² (= 10 % der Landesfläche Costa Ricas) und erstreckt sich über eine Länge von 160 km. Der Fluss entsteht aus dem Zusammenfluss von Río General und Río Coto Brus. Große Teile des Einzugsgebietes werden von Ananas-Plantagen dominiert. Südlich der Flussmündung befindet sich das Térraba-Sierpe-Schutzgebiet (Spanisch: Humeda Nacional Térraba Sierpe).

## Wirtschaftliche Nutzung
Es gab Pläne, den Río Térraba zur Gewinnung von Elektrizität aufzustauen. Proteste des ansässigen Volkes der Boruca führten schließlich dazu, dass diese Boruca-Talsperre nicht wie geplant umgesetzt wurde und das Vorhaben durch das El-Diquís-Wasserkraftwerk-Projekt ersetzt wurde. Dieses sieht vor, dass nun der Río General, ein Quellfluss des Térraba aufgestaut werden soll. Die Bevölkerung in diesem Bereich wird analog zum Térraba-Fluss als Térraba bezeichnet. Sie protestieren nun ihrerseits gegen die Aufstauung des Río General.